# Бешенковичский сельсовет
Бешенковичский сельсовет (бел. Бешанковіцкі сельсавет) — административная единица на территории Бешенковичского района Витебской области Белоруссии. Административный центр — городской посёлок Бешенковичи.

## История
29 апреля 2004 года образован Бешенковичский сельсовет с административным центром — городской посёлок Бешенковичи.

## Состав
Бешенковичский сельсовет включает 46 населённых пунктов:
- Алейники — деревня.
- Аскерщина — деревня.
- Берестни — деревня.
- Бобоедово — деревня.
- Бобровщина — деревня.
- Буй — деревня.
- Быстры — деревня.
- Ворохобки — деревня.
- Гаврилино — деревня.
- Галыни — деревня.
- Гальки — деревня.
- Гончарово 1 — деревня.
- Гончарово 2 — деревня.
- Давыдковичи — деревня.
- Долгое — деревня.
- Дрозды — агрогородок.
- Жаховщина — деревня.
- Жеребиково — деревня.
- Заборье — деревня.
- Залужье — деревня.
- Заполье — деревня.
- Ильягово — деревня.
- Комоски — агрогородок.
- Косаревщина — деревня.
- Литвяки — деревня.
- Лобачево — деревня.
- Лукашовка — деревня.
- Мамойки — деревня.
- Новое Водопоево — деревня.
- Папки — деревня.
- Поповщина — деревня.
- Поручники — деревня.
- Пятигорск — деревня.
- Радюки — деревня.
- Свеча — агрогородок.
- Сеньковщина — деревня.
- Слободка — деревня.
- Сосняны — деревня.
- Старое Водопоево — деревня.
- Стрижево — деревня.
- Трояны — деревня.
- Трубилино — деревня.
- Филиппинки — деревня.
- Челнышки — деревня.
- Шишово — деревня.
- Яновщина — деревня.